# Serin à trois raies
Crithagra tristriata
Espèce
Statut de conservation UICN

 LC  : Préoccupation mineure
Synonymes
- Serinus tristriatus

Le Serin à trois raies (Crithagra tristriata) est une espèce de passereaux appartenant à la famille des Fringillidae.

## Distribution
Hauts plateaux de l’Éthiopie du nord et du centre, se prolongeant à l’est sur le nord de la Somalie.

## Taxinomie
S. tristriatus est classiquement considéré comme monotypique, la sous-espèce pallidior, propre à la Somalie, proposée par Fry & Keith (2004) n'est reconnue par aucune autorité taxinomique.

## Habitat
Le serin à trois raies affectionne les terrains boisés, les buissons, les clairières et lisières forestières, les formations de genévriers et leurs sous-bois, les zones rocheuses d’altitude, les parcs et les grands jardins comme à Addis-Abeba (Fry & Keith 2004). En Éthiopie, l’espèce est commune entre 1700 et 2450 m, peu commune entre 1060 et 1700 m et franchement abondante au-dessus de 2150 m d’altitude (Zinner in Fry & Keith 2004). En Somalie, elle est sédentaire et très commune localement, dans les genévriers, les broussailles et les sous-bois entre 1200 et 1970 m (Ash & Miskell 1983).

## Alimentation
Elle est très peu documentée et de façon généraliste : toutes sortes de graines et de semences (Cheesman & Sclater in Fry & Keith 2004), surtout des graines d’herbes, de petites plantes et d’arbustes (Clement et al. 1993).
D’autres plantes ont été répertoriées, photos à l’appui, par Ottaviani (2011) : un spécimen picorant les fruits d’un kniphofia Kniphofia foliosa, asphodélacée et un individu prélevant les fleurs d’un mouron Stellaria sp., caryophyllacée.

## Mœurs
Il se tient seul ou en couples en période de nidification puis en couples ou en petits groupes hors période de reproduction, formant parfois des bandes lâches et erratiques. Il a la réputation de causer des dommages dans les jardins. Il se perche sur les arbres bas et évolue sur le sol (Fry & Keith 2004).

## Nidification
Le nid est une coupe très bien faite de fins brins d’herbe sèche mêlés à des fils d’araignée avec un revêtement interne de duvet animal (poils, laine). Il est placé à différentes hauteurs sur la fourche horizontale d’un arbre feuillu ou d’un buisson, communément un genévrier. Trois œufs blanc verdâtre ou bleu verdâtre pâle tachetés de brun, violet, noirâtre ou rougeâtre surtout au gros pôle. Les périodes de ponte ont lieu en avril et en octobre pour l’Éthiopie et en juin pour l’Érythrée (Fry & Keith 2004).